# قرية الصنعاني (قفل شمر)

تعديل مصدري - تعديل

قرية الصنعاني هي إحدى قرى عزلة بني جل بمديرية قفل شمر التابعة لمحافظة حجة، بلغ تعداد سكانها 295 نسمة حسب تعداد اليمن لعام 2004.